# Anneliese Würtz
Anneliese Würtz (née le 4 août 1900 à Lübeck, morte en avril 1981) est une actrice allemande.

## Biographie
Anneliese Würtz prend des cours privés et a ses premiers rôles dans des théâtres d'Osnabrück, Leipzig et Dresde puis vient à Berlin (Kömödie, Lustspielhaus, Hebbel-Theater, Schillertheater).
Dans les années 1960, elle apparaît dans des séries télévisées.
Elle est aussi actrice de doublage pour des productions Walt Disney.
Anneliese Wurtz fut l'épouse de l'acteur Edgar Pauly.

## Filmographie
- 1933 : Reifende Jugend
- 1934 : Der Herr Senator. Die fliegende Ahnfrau
- 1935 : Liselotte von der Pfalz
- 1935 : Eine Seefahrt, die ist lustig
- 1936 : Wenn der Hahn kräht
- 1936 : Hummel – Hummel
- 1938 : Eine Tat mit Vorbedacht
- 1938 : Skandal um den Hahn
- 1939 : Salonwagen E 417
- 1939 : Hochzeit mit Hindernissen
- 1939 : Kongo-Express
- 1940 : Meine Tochter tut das nicht
- 1941 : Männerwirtschaft
- 1943 : Gefährtin meines Sommers
- 1943 : Die goldene Spinne
- 1943 : Jan und die Schwindlerin
- 1944 : Der verzauberte Tag
- 1944 : Ce diable de garçon
- 1944 : Die schwarze Robe
- 1944 : Seinerzeit zu meiner Zeit
- 1945 : Das Mädchen Juanita
- 1945 : Der Mann im Sattel
- 1947 : 1-2-3 Corona
- 1948 : Unser Mittwochabend
- 1948 : Vor uns liegt das Leben
- 1948 : Das kleine Hofkonzert
- 1950 : Semmelweis – Retter der Mütter
- 1954 : Frau Holle
- 1955 : Eine Frau genügt nicht
- 1955 : Drei Mädels vom Rhein
- 1955 : La Princesse et le capitaine
- 1956 : Tausend Melodien
- 1956 : Mein Vater, der Schauspieler
- 1956 : Les Demi-sel
- 1956 : Liane la sauvageonne
- 1958 : Endstation Liebe
- 1958 : Stefanie
- 1958 : Scala – total verrückt
- 1959 : Freddy, die Gitarre und das Meer
- 1959 : Filles de proie
- 1959 : Peter décroche la timbale
- 1959 : La Paloma
- 1959 : Alt Heidelberg
- 1960 : Waldhausstraße 20 (TV)
- 1961 : Die Ehe des Herrn Mississippi
- 1963 : Le Dr. Mabuse contre Scotland Yard
- 1964 : Paul Klinger erzählt abenteuerliche Geschichten – Ein kleines Helles, bitte! (série télévisée)
- 1967 : Selbstbedienung (TV)
- 1967 : Landarzt Dr. Brock – Feueralarm
- 1968 : Das Kriminalmuseum – Die Reifenspur (série télévisée)
- 1968 : Un quatuor dans un lit (de)
- 1971 : Drüben bei Lehmanns (série télévisée)
- 1973 : Im Reservat (TV)
- 1975 : Berlin – 0:00 bis 24:00 – Kudamm gegen Bretzenheim (série télévisée)
- 1977 : Tagebuch eines Liebenden
- 1978 : Der Pfingstausflug

## Source de la traduction
- (de) Cet article est partiellement ou en totalité issu de l’article de Wikipédia en allemand intitulé « Anneliese Würtz » (voir la liste des auteurs).